# North Hampton (Ohio)
North Hampton – wieś w Stanach Zjednoczonych, w stanie Ohio, w hrabstwie Clark.